# SONIA (процентная ставка)
SONIA (Sterling Overnight Index Average) — «эталонная» процентная ставка на стерлинговом денежном рынке, представляющая собой средневзвешенную ставку по привлечению банками Великобритании займов от финансовых организаций на условиях «овернайт».

## Происхождение
Первоначальная версия SONIA была представлена в марте 1997 года. Ее рассчитывала Ассоциация брокеров денежного рынка (Wholesale Markets Brokers' Association), а сама ставка представляла собой ставку по процентным свопам «овернайт». В апреле 2016 года администрирование SONIA перешло к Банку Англии. Спустя два года в ходе реформы эталонных процентных ставок порядок расчета SONIA изменился. В апреле 2018 года она стала считаться как ставка по необеспеченным займам, полученным банками Великобритании от банков и небанковских финансовых организаций на условиях «овернайт». Тогда же SONIA была рекомендована британскими властями как новая эталонная процентная ставка для ценообразования по кредитам, облигациям и деривативам. SONIA представляет собой альтернативу LIBOR.

## Характеристики LIBOR и SONIA
| Характеристика             | LIBOR                             | SONIA                                       |
| -------------------------- | --------------------------------- | ------------------------------------------- |
| Обеспечение                | бланковая                         | бланковая                                   |
| Срочность                  | от «овернайт» до года             | «овернайт»                                  |
| Премия за риск             | премия за кредитный риск заёмщика | премия за кредитный риск заёмщика           |
| Исходные данные            | декларируемые ставки банков       | фактические ставки по операциям             |
| Контрагенты                | банки                             | банки и небанковские финансовые организации |
| Объём торгов в день (2019) | $0,5 млрд.                        | $60 млрд.                                   |

## Исходные данные и расчёт
SONIA строится по данным отчетности денежного рынка, собираемой Банком Англии.
SONIA является необеспеченной ставкой, включающей в себя премию за кредитный риск. Однако в отличие от традиционных межбанковских процентных ставок, она учитывает операции банков с другими финансовыми посредниками. К ним относятся, прежде всего, пенсионные фонды, страховщики и управляющие активами.
Кроме того, если LIBOR строилась на добровольных опросах группы банков, численность которой со временем уменьшалась, SONIA основывается на обязательной отчетности по широкой выборке контрагентов. В результате SONIA демонстрирует более высокую устойчивость к манипулированию, а также менее восприимчива к изменению поведения банков на рынке.

## Администратор ставки и ее публикация
Банк Англии является администратором SONIA. Порядок ее расчета контролируется Комитетом наблюдения за SONIA (SONIA Oversight Committee). Со стороны рынка его деятельность сопровождает Консультативная группа заинтересованных сторон (SONIA Stakeholder Advisory Group).
Ежедневно данные по ней публикуются в 9:00 на следующий после торгов рабочий день. Исторический ряд доступен с 1997 года.